# Polycarpaea stylosa
Polycarpaea stylosa är en nejlikväxtart som beskrevs av François Gagnepain. Polycarpaea stylosa ingår i släktet Polycarpaea och familjen nejlikväxter. Inga underarter finns listade i Catalogue of Life.